# Douhua

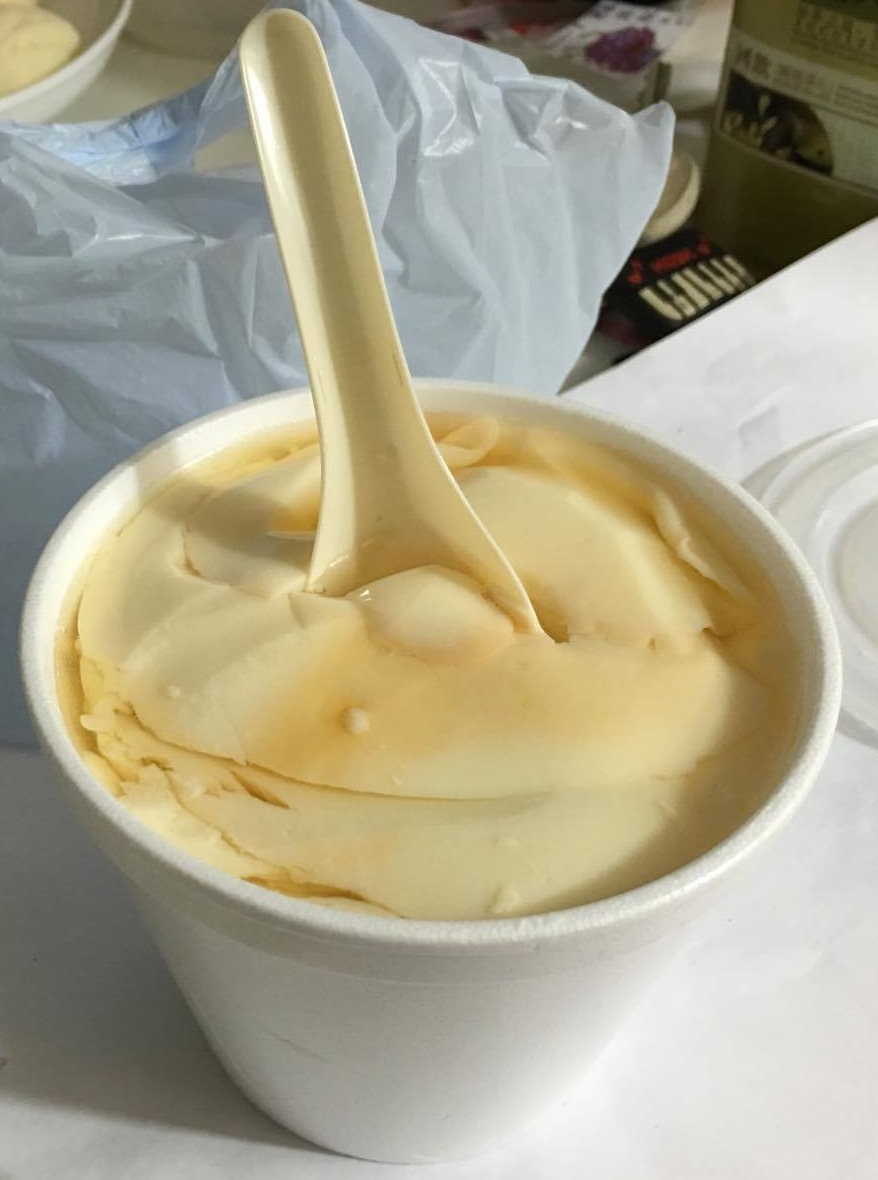
Cagliata di soia con sciroppo di zucchero venduta a Kwai Chung, Hong Kong.

Douhua  (Cinese: 豆花; pinyin: dòuhuā) è la forma abbreviata di doufuhua (Cinese: 豆腐花; pinyin: dòufuhuā). È uno spuntino cinese a base di tofu molto morbido. Viene anche chiamato budino di tofu, budino di soia, o cervella di tofu.

## Storia
Si pensa che il tofu o doufu (Cinese: 豆腐; pinyin: dòufu/dòu fǔ) abbia avuto origine nell'antica Cina durante la dinastia Han occidentale. I cinesi hanno sviluppato e arricchito le ricette per i piatti di tofu sulla base dei propri gusti, come il mapo tofu, il tofu puzzolente, il tofu sottaceto, il tofu al vapore e il budino di tofu, ecc.

## Tradizioni

### Cucina cinese settentrionale

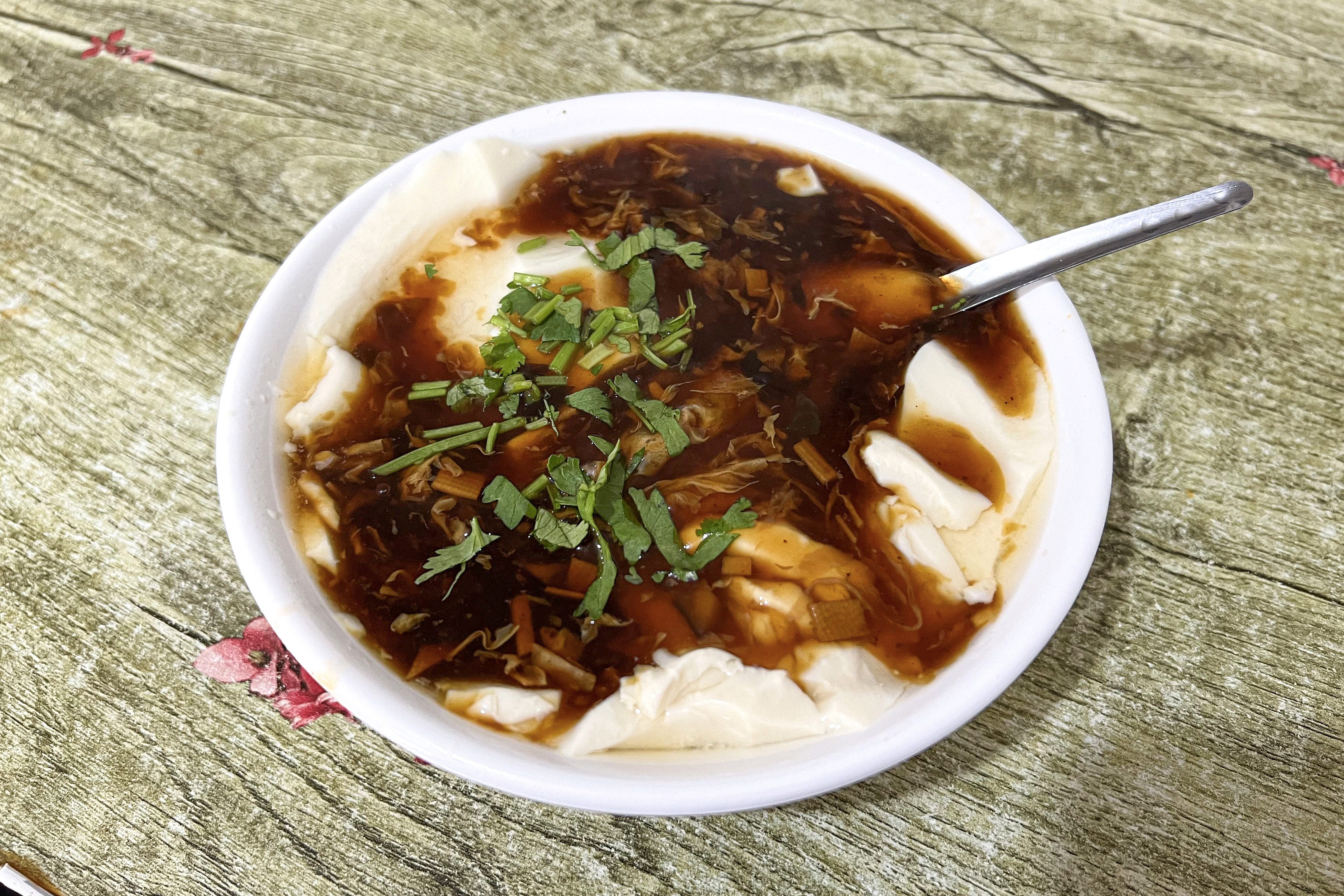
Doufunao

Nel nord della Cina, il douhua viene spesso mangiato con salsa di soia, che gli conferisce un sapore salato. I cinesi del nord spesso si riferiscono a douhua con il nome di doufunao (豆腐脑; dòufunǎo; "cervella di tofu", spesso abbreviato in豆脑; dòunǎo). Gli abitanti di Pechino di solito mangiano il doufunao a colazione insieme alle uova o allo youtiao (bastoncini ad impasto fritto). Il doufunao può essere trovato nelle bancarelle della colazione lungo le strade al mattino. Altrimenti è solitamente difficile trovarlo in luoghi che non siano ristoranti.

### Cucina del Sichuan
Nel Sichuan il Douhua è spesso preparato completamente senza zucchero; in seguito servito da venditori ambulanti che lo trasportano o con gioghi di legno o bambù, oppure in bicicletta. Viene servito con una serie di condimenti come olio al peperoncino, salsa di soia, pepe del Sichuan, scalogno, e frutta secca, ed è occasionalmente mangiato insieme al riso.

### Cucina dello Hubei
Nella provincia dello Hubei, il Douhua è servito con lo zucchero. È conosciuto o con il nome di doufunao (Cinese Semplificato: 豆腐脑; pinyin: dòufunǎo) oppure come doufuha (Cinese: 豆腐花; pinyin: dòufuhuā).

### Cucina cantonese
Nella cucina cantonese, il tau fu fa (Cinese: 豆腐花; Yale Cantonese: dauh fuh fā) è servito con zenzero dolce o sciroppo trasparente, a volte come miscela con pasta di sesamo nero, e talvolta anche con latte di cocco. Tradizionalmente è preparato in un secchio di legno e venduto come budino di tofu nel secchio di legno (Cinese: 木桶豆腐花; Yale Cantonese: muhk túng dauh fuh fā) come parte della cucina dim sum.

### Cucina taiwanese

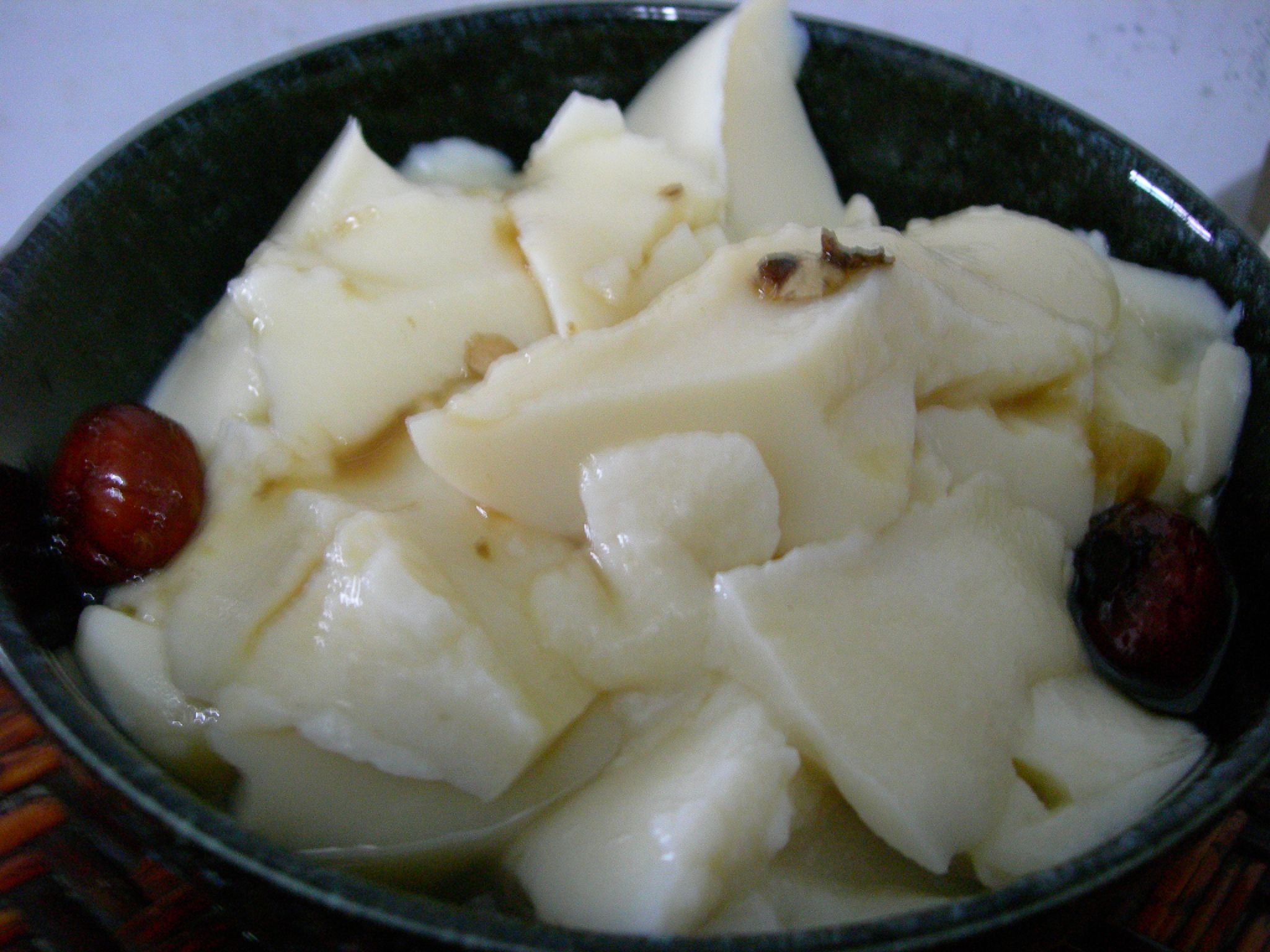
Douhua in sciroppo di zenzero di Taiwan

Nella cucina taiwanese, il douhua viene servito con guarnizioni dolci come arachidi cotte, fagioli azuki, orzo cotto, tapioca, fagioli mungo e uno sciroppo aromatizzato con zenzero o mandorle. Durante l'estate, il douhua viene servito con ghiaccio tritato; in inverno è invece servito caldo.

### Cucina del sud-est asiatico

#### Cucina filippina

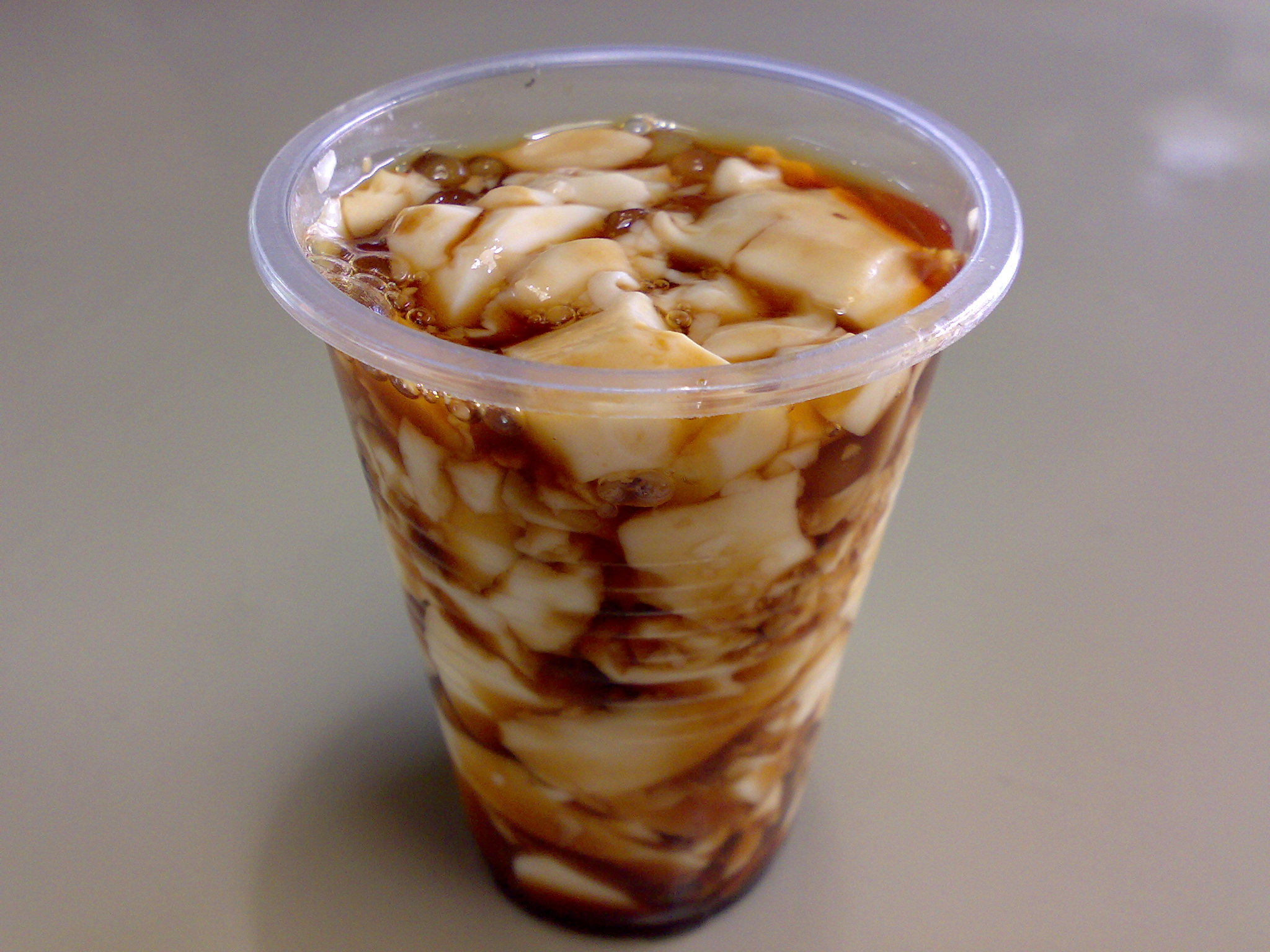
Taho, la versione filippina del douhua, servito in un piccolo bicchiere di plastica.

Nelle Filippine, il tofu fresco servito in sciroppo marrone dolce è noto come taho e viene venduto dai venditori ambulanti al mattino, di solito porta a porta e nelle piazze pubbliche o fuori dalle chiese. In alcune varianti regionali, il taho è spesso servito con sciroppo di canna da zucchero o sciroppo di fragole.

#### Cucina indonesiana

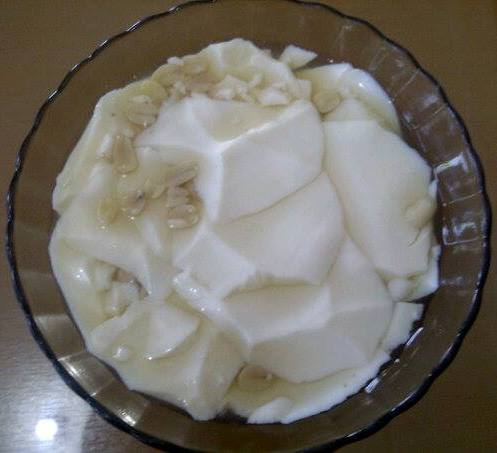
Tahwa, versione indonesiana del douhua, con sciroppo di zenzero e arachidi

In Indonesia, è noto come Kembang tahu o, a Giava, come Tahwa derivato dal nome cinese (nella varietà parlata nell'Hokkien) Tau Hwe, o Wedang Tahu (Wedang significa acqua calda con zenzero, Tahu significa tofu) e di solito è venduto dai venditori ambulanti. Viene servito caldo o freddo con sciroppo di zucchero di palma aromatizzato con zenzero e foglie di pandano.

#### Cucina malese e singaporiana

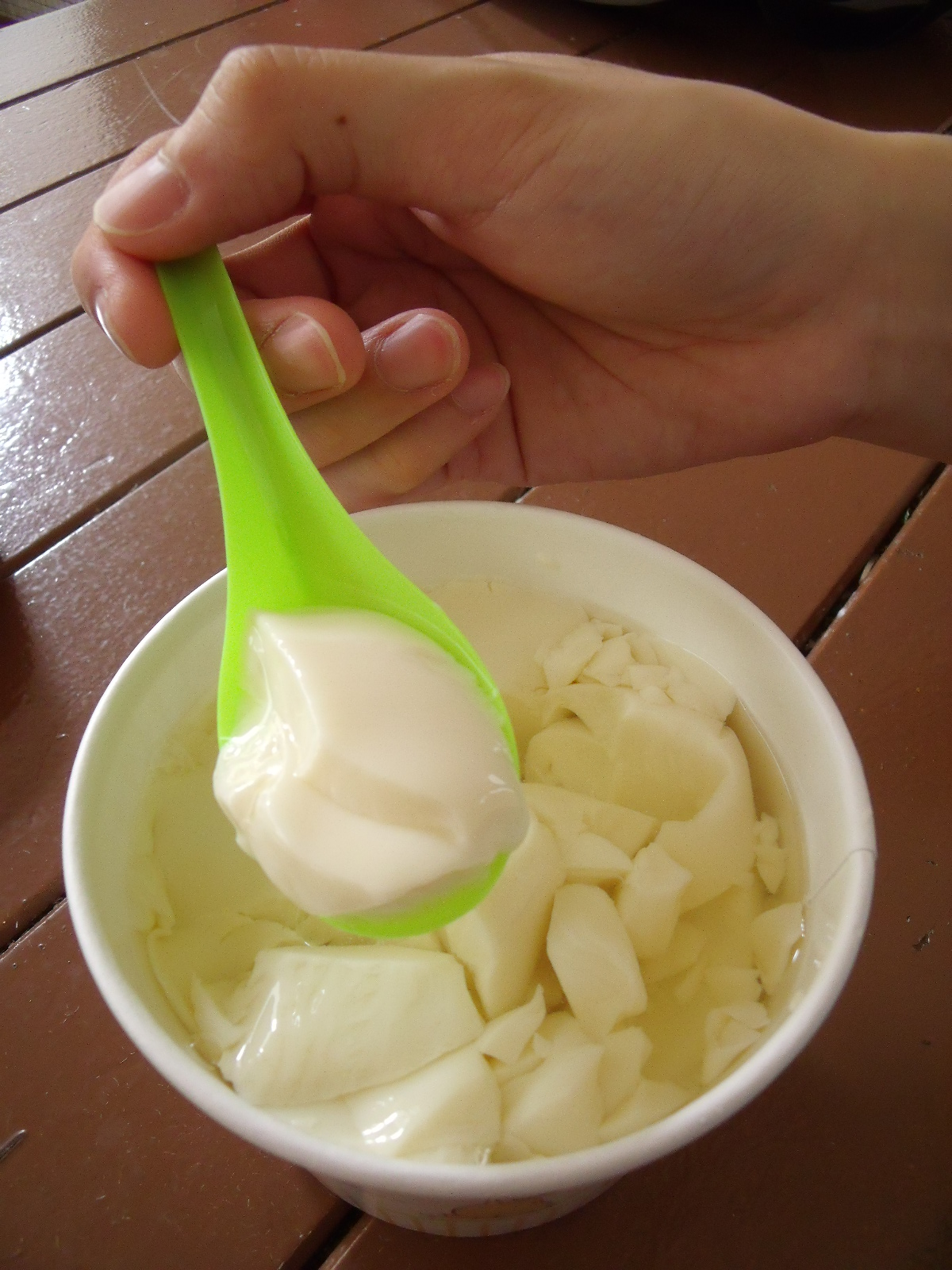
Douhua in sciroppo di zucchero venduto nella Costa Occidentale, Singapore

In Malesia e a Singapore, è più comunemente noto con i suoi nomi tau hua o tau huay in hokkien, o con il nome cantonese tau fu fa, che è più comune in Malesia. A Penang, il termine comune è tau hua, poiché l'hokkien è il dialetto cinese dominante in quell'area.
Solitamente può essere servito con uno sciroppo dolce chiaro, con semi di ginkgo sospesi nello sciroppo, o in uno sciroppo di zucchero infuso con pandano. In alternativa può essere servito anche con sciroppo di palma (Gula Melaka).

#### Cucina thailandese
In Thailandia, è conosciuto con il suo nome cinese (in dialetto hokkien) taohuai (เต้าฮวย). Solitamente viene servito freddo con latte e macedonia, e prende il nome di taohuai nom sot (เต้าฮวยนมสด, letteralmente "douhua in latte fresco") o macedonia di taohuai (เต้าฮวยฟรุตสลัด), ma può anche essere servito caldo con sciroppo di zenzero, e prende il nome di taohuai nam khing (เต้าฮวยน้ำขิง).

#### Cucina vietnamita
In Vietnam, è conosciuto come tàu hủ nước đường, tàu hủ hoa o tào phớ, đậu hủ, tàu hủ. Ne esistono varianti diverse in tre regioni del Vietnam:
- Regione settentrionale - viene servito con acqua zuccherata infusa di gelsomino. Si gusta caldo d'inverno e freddo con ghiaccio d'estate.
- Regione centrale - è cucinato con zenzero piccante e vi si aggiunge zucchero. I pezzi di Douhua spesso, a causa della loro morbidezza, non hanno una forma ben definita.
- Regione meridionale - viene servito caldo con litchi e acqua di cocco. Lo zenzero è facoltativo. I pezzi di Douhua sono più solidi di quelli nelle varianti del Nord e del Centro.

## Confezione
Il dessert è anche venduto nei supermercati asiatici nordamericani in contenitori di plastica.

## Requisiti
Come tutti i tofu, il douhua deve avere un coagulante, spesso glucono-delta-lattone per la morbidezza che questo conferisce rispetto ad altri coagulanti.

## Nella cultura di massa
- Il budino di tofu è apparso nella prima stagione[7] della serie TV Netflix Street Food